# Vincent Crane
Vincent Crane (21. května 1943 Reading, Anglie – 14. února 1989 Westminster, Anglie) byl britský hudebník-hráč na klávesové nástroje. Od roku 1967 byl dva roky členem skupiny The Crazy World of Arthur Brown a podílel se na jejím prvním albu The Crazy World of Arthur Brown, které obsahovalo i hit „Fire“, jehož spoluautorem byl i Crane. Poté, co se skupina rozpadla, Crane ještě s bubeníkem Carlem Palmerem založili skupinu Atomic Rooster. Crane byl jediným stálým členem skupiny a působil v ní, s přestávkou v letech 1975–1980, až do roku 1983.
Rovněž spolupracoval s dalšími hudebníky, jako byl například Rory Gallagher (Rory Gallagher, 1971), Peter Green nebo Richard Wahnfried. V roce 1979 se podílel na sólovém albu Arthura Browna nazvaném Faster Than the Speed of Light.
Crane zemřel v roce 1989 na úmyslné předávkování tabletami Anadinu ve věku 45 let.

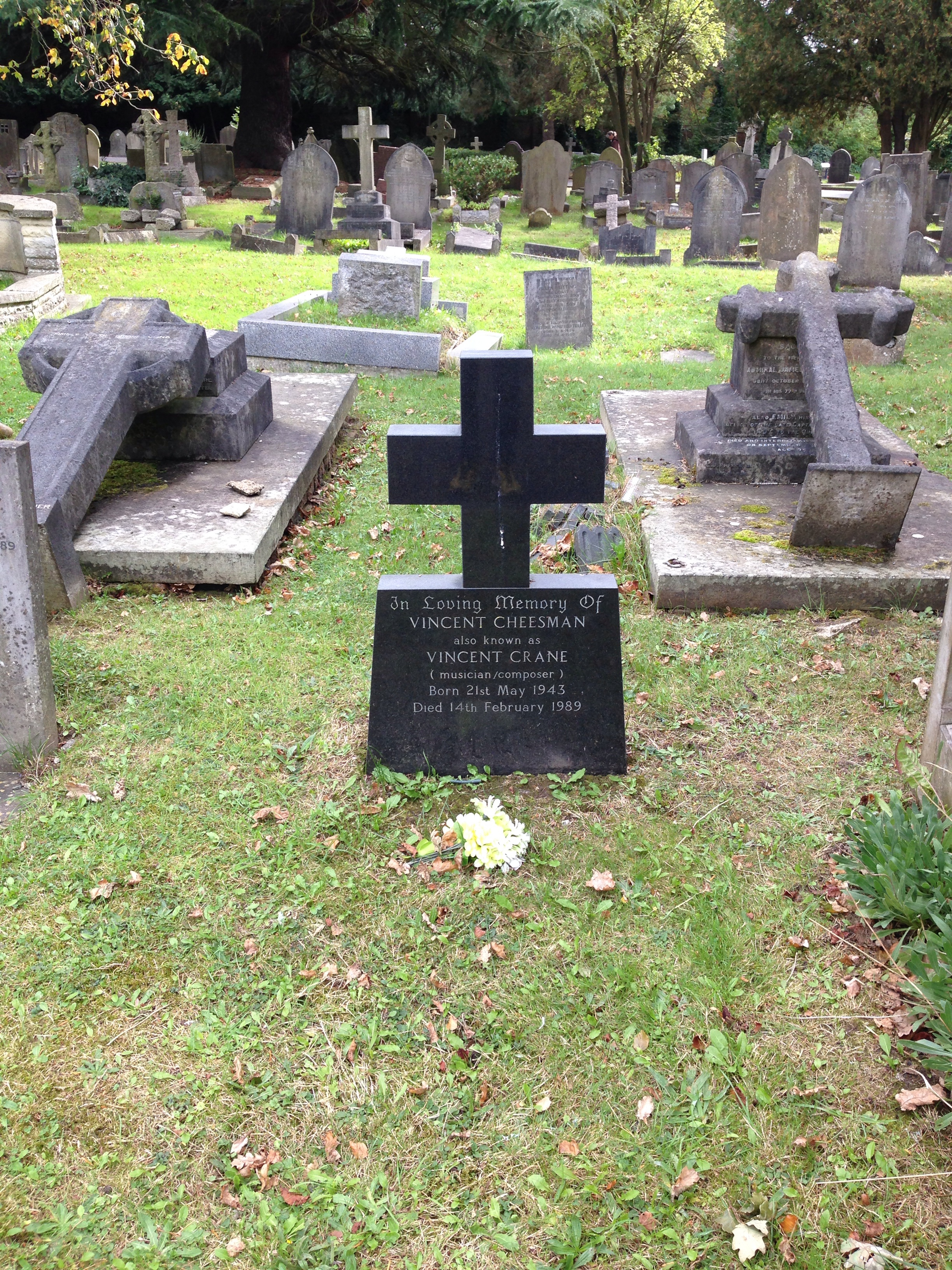
Hrob Vincenta Cranea

## Diskografie

### The Crazy World of Arthur Brown
- 1968: The Crazy World of Arthur Brown

### Atomic Rooster
- 1970: Atomic Roooster
- 1970: Death Walks Behind You
- 1971: In Hearing of Atomic Rooster
- 1972: Made in England
- 1973: Nice 'n' Greasy
- 1980: Atomic Rooster
- 1983: Headline News

### Arthur Brown
- 1979: Faster Than The Speed Of Light